# Niedan (imię)
Niedan – staropolskie imię męskie, złożone z dwóch członów: nie- (negacja) i -dan ("dany"). Być może powstało przez negację imion z członem -dan (takich, jak Bogodan).